# Sol Dominicana Airlines
Sol Dominicana Airlines o Sol Airlines fue un proyecto de aerolínea que planeó iniciar vuelos chárter y regulares desde La Romana. 
Preveía añadir a su flota aeronaves de pequeña capacidad como British Aerospace 146, para vuelos en el Caribe (Caracas, Aruba, Curazao y Cancún), y otros de gran capacidad, como los Boeing 767 e incluso un Boeing 747-300, con el fin de volar a Ciudad de México, Buenos Aires, São Paulo, Toronto, Nueva York, Barcelona y Berlín. Sin embargo, en 2009 cesó sus operaciones sin haber cumplido sus planes.

## Destinos planeados
La aerolínea planeó vuelos desde La Romana a los siguientes destinos:
| Países               | Destinos                   | Aeropuertos                                         |
| -------------------- | -------------------------- | --------------------------------------------------- |
| Alemania             | Berlín                     | Aeropuerto de Berlín-Tegel                          |
| Argentina            | Buenos Aires               | Aeropuerto Internacional Ministro Pistarini         |
| Aruba                | Oranjestad                 | Aeropuerto Internacional Reina Beatrix              |
| Brasil               | São Paulo                  | Aeropuerto Internacional de São Paulo-Guarulhos     |
| Canadá               | Toronto                    | Aeropuerto Internacional Toronto Pearson            |
| Curazao              | Willemstad                 | Aeropuerto Internacional Hato                       |
| Estados Unidos       | Nueva York                 | Aeropuerto Internacional John F. Kennedy            |
| España               | Barcelona                  | Aeropuerto de Barcelona-El Prat                     |
| España               | Madrid                     | Aeropuerto de Madrid-Barajas                        |
| México               | Cancún                     | Aeropuerto Internacional de Cancún                  |
| México               | Ciudad de México           | Aeropuerto Internacional de la Ciudad de México     |
| República Dominicana | La Romana                  | Aeropuerto Internacional de La Romana HUB           |
| República Dominicana | Santiago de los Caballeros | Aeropuerto Internacional del Cibao                  |
| Venezuela            | Caracas                    | Aeropuerto Internacional de Maiquetía Simón Bolívar |

## Flota histórica
La flota de Sol Dominicana Airlines incluyó únicamente la siguiente aeronave:
| Aeronaves                 | Total | Introducido | Retirado | Matrículas |
| ------------------------- | ----- | ----------- | -------- | ---------- |
| British Aerospace 146-200 | 1     | 2007        | 2008     | HI-SOL     |

La aerolínea planeaba incluir además las siguientes aeronaves, que nunca fueron añadidas a la flota:
- Cuatro British Aerospace 146 más, con capacidad para 88 pasajeros en una sola clase.
- Dos Boeing 767-200ER, capaces de albergar 214 pasajeros en dos clases o hasta 243 en clase única.
- Un Boeing 747-300, adaptado para poder llevar hasta 400 pasajeros en tres clases.